# Amghras
Amghras (franska: Amghras (CR), Amghras (Commune Rurale), arabiska: زرقطن) är en kommun i Marocko.   Den ligger i provinsen Al Haouz och regionen Marrakech-Safi, i den centrala delen av landet, 300 km söder om huvudstaden Rabat. Antalet invånare är 4 222.